# أندري ألميدا
أندري ألميدا (10 أبريل 1988 بالبرازيل - ) هو لاعب كرة قدم برازيلي في مركز الهجوم. لعب مع إنتر توركو وسبورت وانكايو ونادي ساو باولو ونادي إيتوانو ونادي أوبيرابا الرياضي وAlecrim Futebol Clube ‏ وToledo Esporte Clube ‏ وسنترو سبورتيفو ألاغوانو.